# Action Laval
Action Laval est un parti politique œuvrant sur la scène municipale dans la Ville de Laval. Le parti a été fondé par l'ancien député provincial de LaFontaine, Jean-Claude Gobé en avril 2013, en vue des élections municipales du 3 novembre 2013. Lors de ces élections, le parti fait élire deux conseillers municipaux, le plaçant deuxième au scrutin et devient l'opposition officielle.
De décembre 2019 à novembre 2021, Action Laval compte quatre élus : Aglaia Revelakis (Chomedey), Paolo Galati (Saint-Vincent-de-Paul), David De Cotis (Saint-Bruno) et Isabella Tassoni (Laval-des-Rapides). Aux élections de novembre 2021, le parti fait son meilleur score historique avec, entre autres, l'élection de cinq conseillers municipaux.

## Fondation
Action Laval a été fondée en avril 2013 par l'ancien élu de la circonscription provinciale montréalaise de LaFontaine, Jean-Claude Gobé. Le Directeur générales des élections du Québec l'a officiellement reconnu en avril 2013.
Aux élections municipales de novembre 2013, Action Laval a terminé deuxième avec 24,3 % des voix et a fait élire deux conseillers. Elle forma l'Opposition officielle à l'Hôtel de Ville de Laval.

## Orientations politiques
La campagne électorale du parti de M. Gobé en 2017 fut centrée sur les services de proximité. Cela devait passer par l’ajout de pistes cyclables, de trottoirs, etc. Les avenues commerciales devaient être revitalisées selon les dirigeants du parti. Le parti voulait être à l’écoute de la population et défendre leurs intérêts. Ce dernier s’engageait à améliorer le système de transport en commun afin de mieux l’adapter aux besoins des usagés. Le chef du parti, Jean-Claude Gobé, s’était engagé à améliorer le service de police lavallois en augmentant les ressources financières et humaines afin d'offrir à la population un service de qualité.

## Historique et élections subséquentes
Aux élections municipales de novembre 2017, Action Laval a terminé troisième avec un seul conseiller. Son chef obtenant un peu plus de 16% des voix exprimées.
En mars 2019, Action Laval a été rejoint par cinq conseillers qui avaient quitté de la majorité municipale.
Dès le mois de novembre 2020, le parti annonce quelques uns de ses candidats en vue du scrutin de novembre 2021. Parmi ceux-ci, notons la chanteuse de renommée internationale Jacynthe Millette-Bilodeau, l'ancien porte-parole du Comité de parents de la Commission scolaire de Laval, Marc-Patrick Roy dans le district l’Orée-des-Bois; Nicolas Macrozonaris, l'ex-sprinteur de l'équipe canadienne aux Jeux olympiques de Sidney et d'Athènes, l'ancienne cheffe du Mouvement Lavallois, Lydia Aboulian, ainsi que l'ancien vice-président, Mongi Zitouni, et l'ancienne présidente du même parti, Grace Ghazal, qui avait quitté cette formation après seulement quelques mois,.
Le 30 juin 2021 Action Laval a annoncé sa nouvelle cheffe et candidate à la mairie de Laval, Sophie Trottier.
Aux élections du 7 novembre 2021, Action Laval obtient son plus haut pourcentage historique avec 26,18%, ainsi que son plus grand nombre d'élus lors d'un cycle électoral avec cinq.
Élus pour la première fois en novembre 2013, les conseillers municipaux Aglaïa Revelakis, David De Cotis et Paolo Galati ont tous été réélus pour un troisième mandat lors des élections municipales du 7 novembre 2021. Les candidats dans le district de Saint-François, Isabelle Piché, ainsi que dans le district de Val-des-Arbres, Achille Cifelli, sont venus grossir les rangs des élus de la formation.